# Djata Ilébou
Djata Ilébou, de son vrai nom Badjata Mélissa Ilébou, est une chanteuse burkinabè née le 17 juin 1976 à Kampala dans la province du Nahouri au Burkina. Elle est décédée le 21 octobre 2010 lors d'un accident de la circulation sur la route de Ziniaré.

## Biographie

### Enfance et études
Née  d’une famille d’artiste de la tradition Kasséna, dès l'enfance , Djata Ilébou  a appris  à chanter et à danser  auprès de son père. Elle  entame sa carrière musicale en 1985. Son nom Badjata  signifie « on parlera de toi demain ». Elle se forme dans la troupe Wamdé de Moussognouma Kouyaté, l’épouse de Sotigui Kouyaté et mère de Dani Kouyaté puis chez la célèbre burkinabè chorégraphe Irène Tassembédo. Elle s’engage plus tard pour la cause des enfants défavorisés et pour les orphelins. Djata Ilébou est décédée,, dans un accident le 21 octobre 2010. Une rue a été baptisée à son nom à Ouagadougou.  

## Carrière musicale
Djata Ilébou a commencé sa carrière en 1985 et a parcouru de nombreux pays tels que le Canada, la France, la Suisse, les Pays-Bas, la Côte d’Ivoire, le Mali, l’Afrique du Sud, l’Allemagne et l’Italie,. Elle a à son actif deux albums et des maxi

## Albums
- 2006 : Bétaro[7],[8]
- 2008 : Femme
- 2011 : Kampala[5], album à titre posthume